# Arnbach (Schwabhausen)
Arnbach ist ein Gemeindeteil der Gemeinde Schwabhausen im Landkreis Dachau in Oberbayern.

## Lage
Das Pfarrdorf liegt circa vier Kilometer nördlich von Schwabhausen. Der Dorfbach, ein Zufluss der Glonn durchfließt den Ort.

## Geschichte
Zum ersten Mal wurde Arnbach schriftlich im 9. Jahrhundert erwähnt. Im Ort ist seit 1442 eine Hofmark nachweisbar, die später in den Besitz von Kloster Indersdorf kam. Im ehemaligen Schloss bzw. Kloster Arnbach ist heute ein Montessori-Kinderhaus untergebracht. Durch das Gemeindeedikt von 1818 entstand die politische Gemeinde Arnbach mit ihrem Ortsteil Grub. Sie wurde am 1. Januar 1972 nach Schwabhausen eingemeindet.

## Verkehr
Durch den Ort verläuft die Staatsstraße 2054. Arnbach hat eine S-Bahn-Station der S2 an der Bahnstrecke Dachau–Altomünster.

## Baudenkmäler
Mitten im Ort steht die historische St.-Nikolaus-Kirche welche erstmals schon im Jahre 851 nach Christus Erwähnung findet und in der jetzigen Form schon im Jahre 1388 erbaut wurde sowie der historische Pfarrhof ca. aus dem Jahre 1780.
Im alten Pfarrhof ist auch eine antike, mechanische, Kirchturmuhr aus dem 17. Jahrhundert ausgestellt. Heute ist im Pfarrhof auch eine Arbeitsvermittlung untergebracht, über die man auch einen Termin zur Besichtigung dieser nur insgesamt noch zweimal weltweit zu findenden Art der Mechanik dieser historischen Kirchturmuhr vereinbaren kann. Der ursprüngliche Hersteller soll der heutige Landmaschinenhersteller Fendt sein.
Ein weiteres prägendes Gebäude ist das Schloss bzw. Kloster Arnbach.

### Bildung
Überregional bekannt sind die Arnbacher Gespräche der katholischen Organisationen um das Dachauer Forum. Diese aus der Presse seit Jahren beachteten Gesprächsrunden können kostenlos besucht werden. Plätze kann man über das Dachauer Forum reservieren.